# Fellipe Bertoldo
Fellipe Bertoldo, född 5 januari 1991, är en östtimoresisk fotbollsspelare.
Fellipe Bertoldo spelade 5 landskamper för det östtimoresiska landslaget.